# Renault Kangoo III - Nissan Townstar
Pour l’article homonyme, voir Renault Kangoo.
Le Renault Kangoo et son dérivé le Nissan Townstar sont des ludospaces ou véhicules utilitaires légers produit par le constructeur automobile français Renault depuis 2021 en version thermique et électrique E-Tech. Il s'agit de la troisième génération du Kangoo, produit à plus de quatre millions d'exemplaires depuis 1997.

## Présentation
La troisième génération de Kangoo (nom de code en interne : KFK) est dévoilée en images le 12 novembre 2020 avant sa présentation officielle le 30 mars 2021.
La version ludospace à l'attention des particuliers se nomme Kangoo quand la version utilitaire pour les professionnels prend la dénomination Kangoo Van, en version courte ou longue. Les portes avant du Kangoo s'ouvrent à 90°, et les portes arrière sont coulissantes sur 61,5 cm.
En septembre 2021, Nissan dévoile le Nissan Townstar, le remplaçant du NV250. Il se dévoile d'abord dans ses variantes essence et électrique. Il est disponible en utilitaire et en ludospace (Townstar Combi). La production démarre la même année.
Le Renault Kangoo III est transformé (stickers, découpes de carrosserie, habillage fourgon, aménagements fourgon, conversion pour le transport de personnes à mobilité réduite) par Renault Pro+ sur le site normand de Qstomize à Heudebouvillle, en France. Il en est de même pour son clone japonais le Nissan Townstar et son jumeau allemand les Mercedes-Benz Citan II et Classe T.
En mai 2022, les tarifs du Kangoo augmentent de 400 €, portant le premier prix en France à 25 900 €.

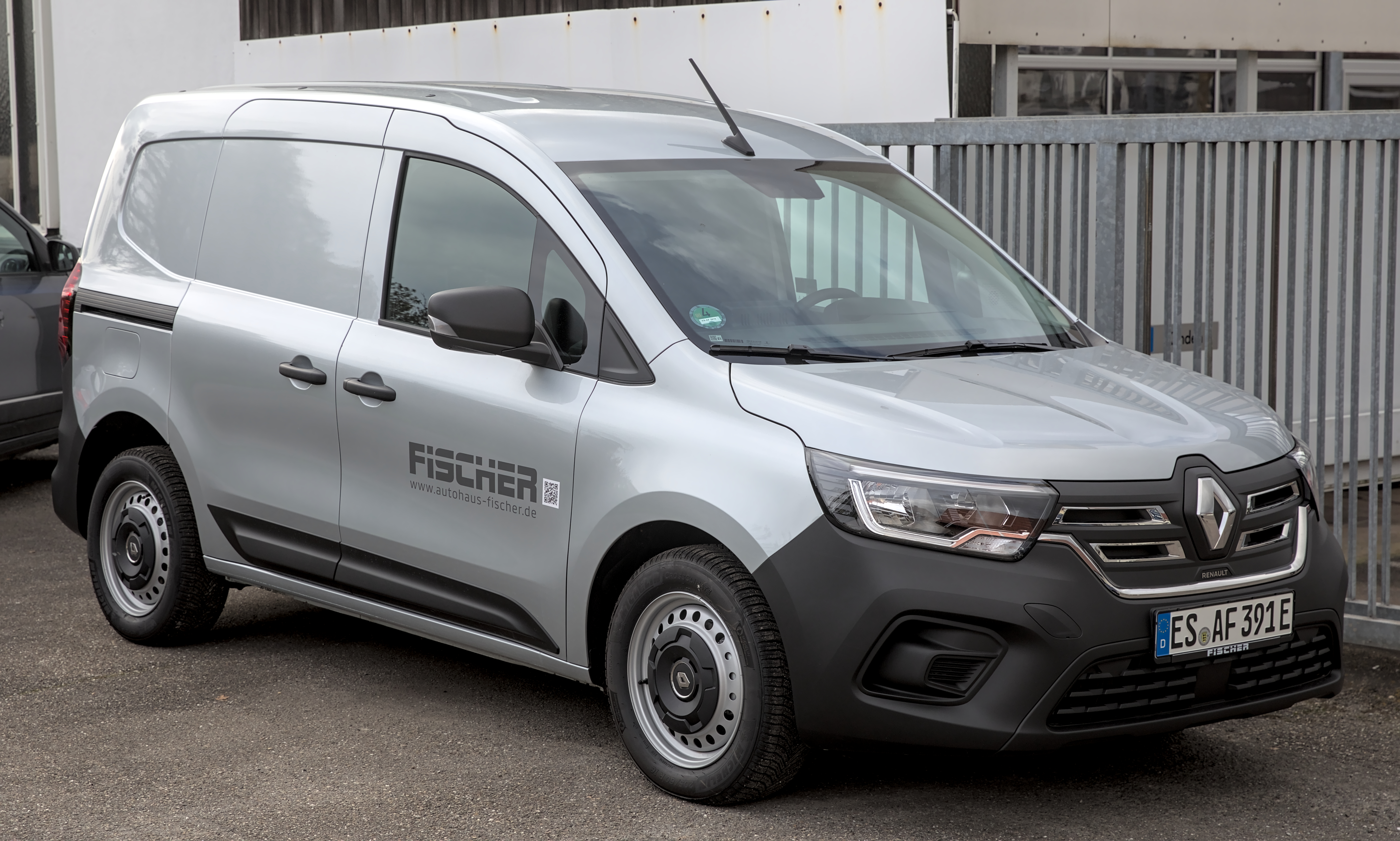
Renault Kangoo III Van E-Tech.

Le Renault Kangoo Van E-Tech électrique est lancé en juin 2022 en renfort des versions thermiques. La version destinée aux particuliers est quant à elle lancée en présentée en octobre 2022, et lancée en décembre de la même année. Sa structure permet d'agrandir le volume du coffre par rapport à la version thermique. L'autonomie théorique du ludospace électrique, qui dispose de trois modes de freinage régénératif, est de 285 km (cycle WLTP).
Depuis Juillet 2024, à la suite de la réglementation GSR2, toutes les versions du Renault Kangoo arborent le nouveau logo Renault.
Depuis Juillet 2024, à la suite de la réglementation GSR2, toutes les versions du Nissan Townstar arborent le nouveau logo Nissan.
Depuis la rentrée 2024, le Kangoo mais aussi son clone japonais, le Nissan Townstar peuvent disposer d'un compteur digital de 7 pouces (de série sur toutes les versions électriques, toutes les versions Ludospace, Fourgon haut de gamme, Cabine Approfondie haut de gamme; en option sur les variantes Fourgon thermique d'accès, Cabine Approfondie thermique d'accès).

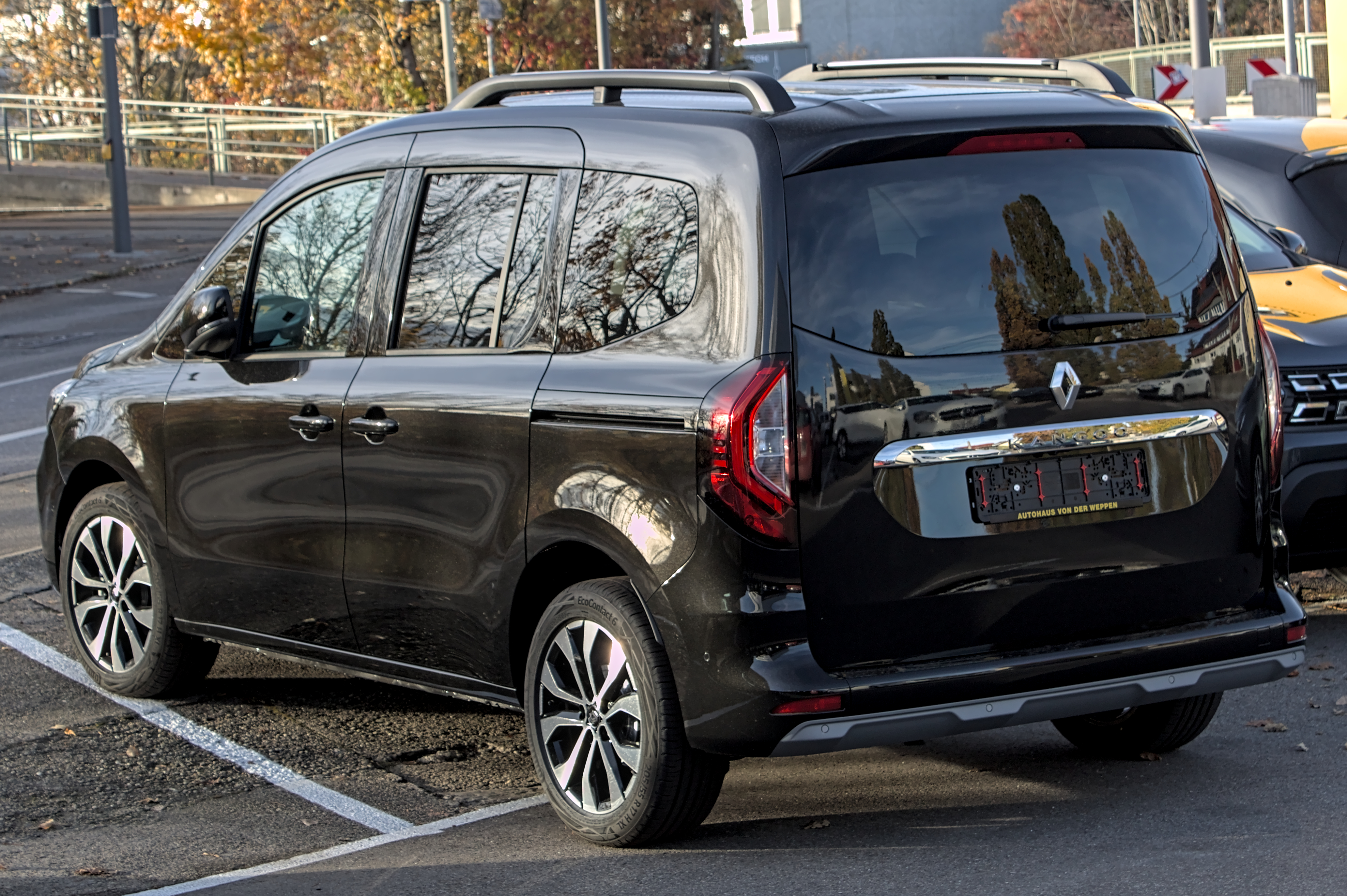
Renault Kangoo
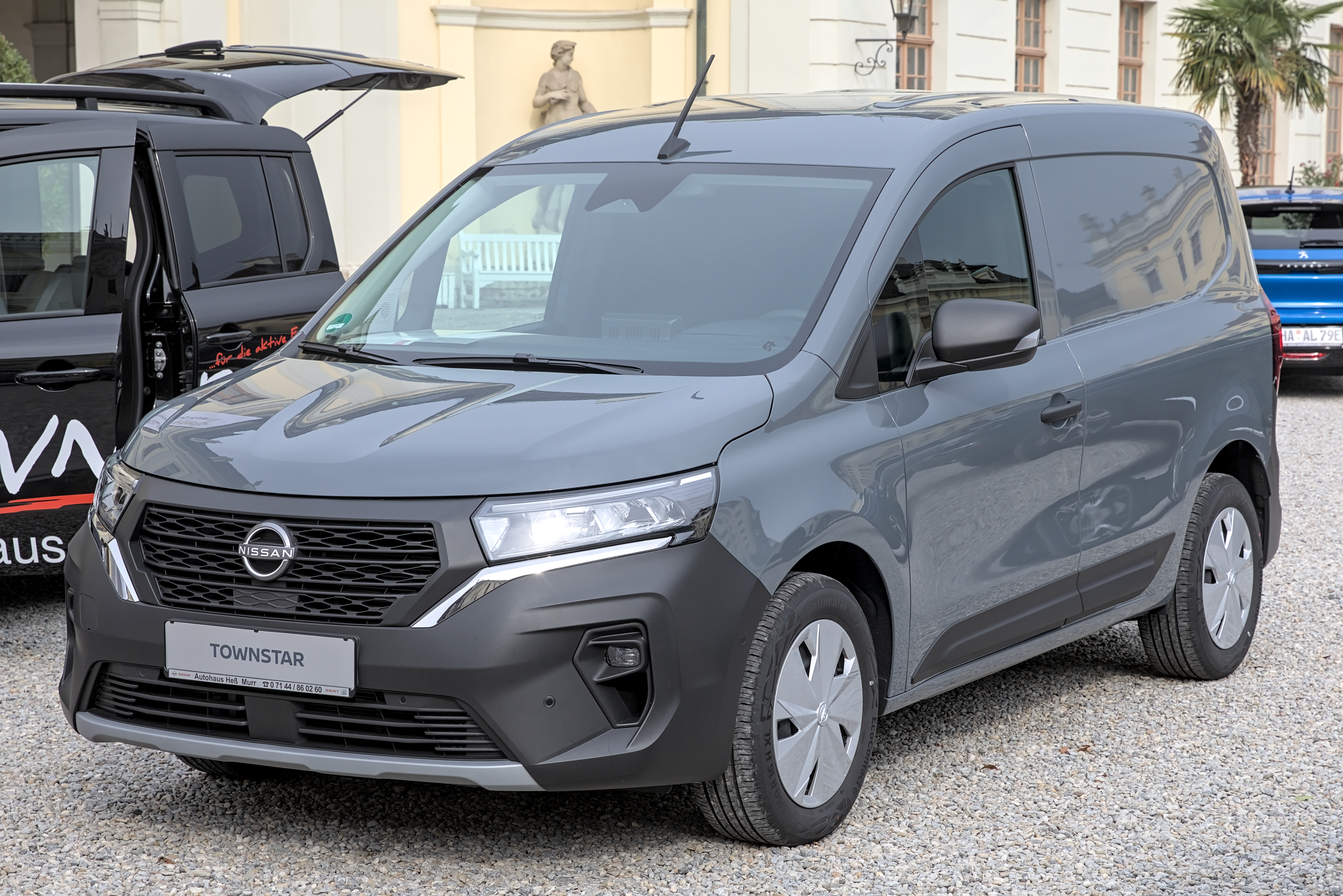
NISSAN Townstar

### Grand Kangoo

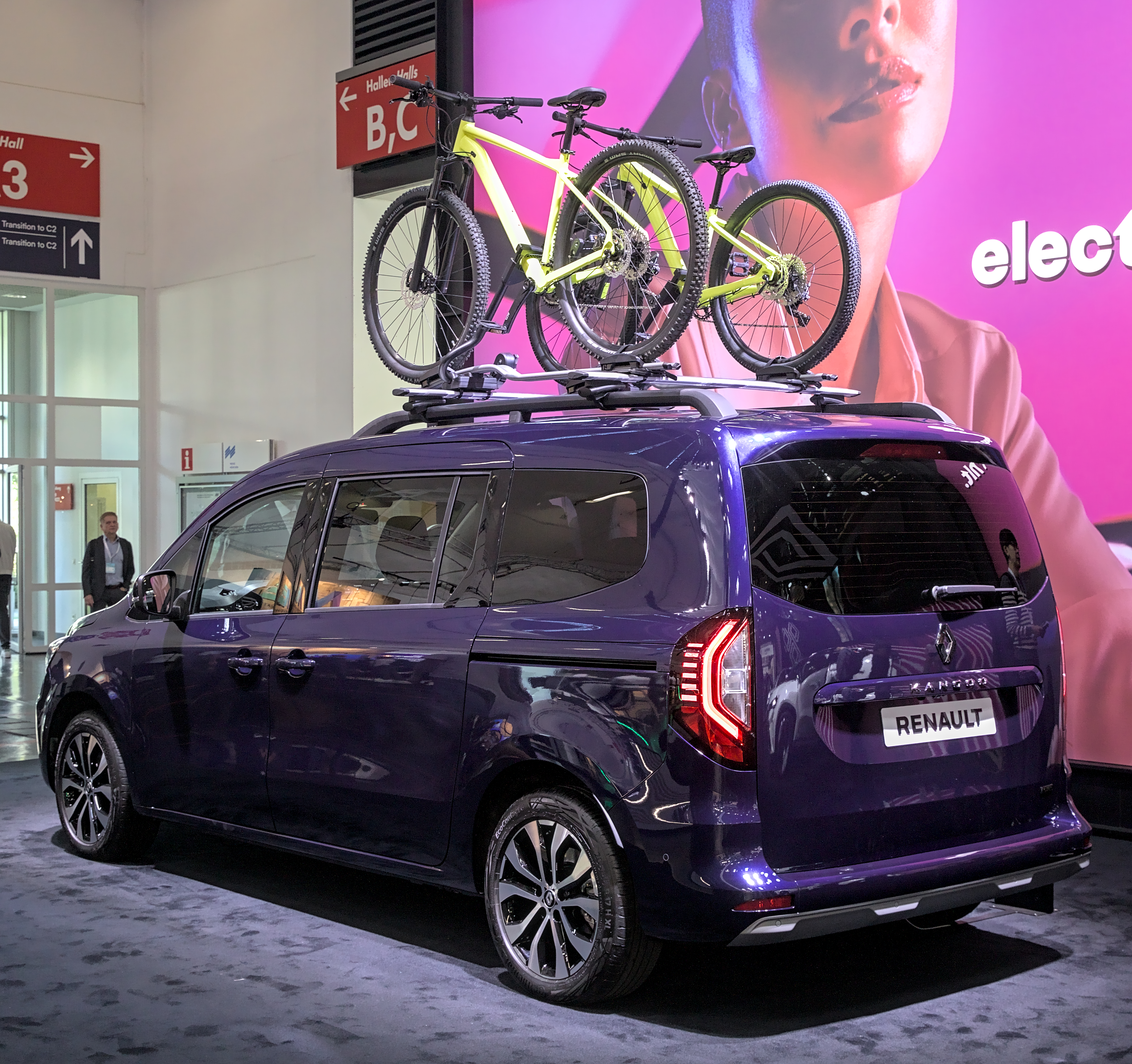
Grand Kangoo

La version Grand Kangoo est présentée au salon de l'automobile de Munich le 4 septembre 2023.
Celui-ci est proposé en Diesel, essence et électrique. Contrairement aux dernières générations de Renault Espace et Renault Scénic, le Grand Kangoo propose sept places indépendantes grâce à des sièges qui peuvent coulisser, se rabattre et être retirés[source secondaire souhaitée].

## Caractéristiques techniques
Le Kangoo III repose sur la plateforme technique CMF/C-D.
Le Kangoo Van est doté du système Easy Side Access qui supprime le montant central du côté passager et permet d'obtenir un accès latéral de 1 416 mm soit deux fois plus grand que sur le Kangoo de seconde génération.
Le volume utile s’étend de 3,3 à 3,9 m3 pour le Kangoo Van en version courte, et de 4,2 à 9 m3 pour la version longue.

### Motorisations
|                            | 1.5 BlueDci         | 1.5 BlueDci         | 1.5 BlueDci                  | 1.5 BlueDci         | 1.5 BlueDci                  | 1.3 Tce             | 1.3 Tce             | 1.3 Tce                      |
| -------------------------- | ------------------- | ------------------- | ---------------------------- | ------------------- | ---------------------------- | ------------------- | ------------------- | ---------------------------- |
| Moteur                     | 4-cylindres         | 4-cylindres         | 4-cylindres                  | 4-cylindres         | 4-cylindres                  | 4-cylindres         | 4-cylindres         | 4-cylindres                  |
| Cylindrée (cm3)            | 1 461               | 1 461               | 1 461                        | 1 461               | 1 461                        | 1 330               | 1 330               | 1 330                        |
| Puissance maximale ch (kW) | 75                  | 95                  | 95                           | 115                 | 115                          | 100                 | 130                 | 130                          |
| au régime de (tr/min)      | 3 750               | 3 750               | 3 750                        | 3 750               | 3 750                        | 4 500               |                     |                              |
| Couple maximal (N m)       | 220                 | 240                 | 240                          | 270                 | 270                          | 200                 | 240                 | 240                          |
| au régime de (tr/min)      | 1 750               | 1 750               | 1 750                        | 1 750               | 1 750                        | 1 500               | 1 600               | 1 600                        |
| Boîte de vitesses          | Manuelle 6 rapports | Manuelle 6 rapports | Automatique à 7 rapports EDC | Manuelle 6 rapports | Automatique à 7 rapports EDC | Manuelle 6 rapports | Manuelle 6 rapports | Automatique à 7 rapports EDC |
| Vitesse maximale (km/h)    | 151                 | 164 / 110           |                              | 175                 |                              | 168                 | 183 / 110           |                              |
| 0-100 km/h (s)             | 18,9                | 14,0                |                              | 12,0                |                              | 14,5                | 11,8                |                              |
| Consommation (L/100 km)    | 5,4/5,5             | 5,4/5,5/4,9         |                              | 5,3/5,9             |                              | 6,6/6,8             | 6,7/6,9/6,1         |                              |
| Émissions de CO2 (g/km)    | 141/143             | 141/145/127         |                              | 136/153             |                              | 150/153             | 152/156/138         |                              |

Depuis Juillet 2024, le moteur diesel 75 ch n'est plus commercialisé.
Mercedes a droit aux moteurs diesel 95 et 115 ch et au moteur essence 130 ch (boite de vitesses manuelle ou boite de vitesses automatique pour chacun de ces 3 moteurs).
Nissan n'a droit qu'au moteur essence 130 ch, et uniquement en boite de vitesses manuelle pour le moment (pour pouvoir disposer de la boite de vitesses automatique chez Nissan, il faut pour le moment obligatoirement sélectionner la version électrique). 
|                                           | Kangoo E-Tech                   |
| ----------------------------------------- | ------------------------------- |
| Moteur                                    | Synchrone à aimant permanent    |
| Puissance moteur (kW)                     | 90                              |
| Puissance maximale (ch)                   | 122                             |
| Couple maximal (N m)                      | 245                             |
| Vitesse maximale (km/h)                   | 135                             |
| 0-100 km/h (s)                            | 14,5                            |
| Transmission                              | Traction                        |
| Masse à vide (kg)                         |                                 |
| Batterie                                  |                                 |
| Type                                      | Lithium-ion                     |
| Capacité brute (kWh)                      | 45                              |
| Poids (kg)                                |                                 |
| Autonomie mixte (km)                      | 290                             |
| Consommation (kWh/100 km)                 | 15                              |
| Temps de recharge                         |                                 |
| sur une borne 7,4 kW (AC)                 | 7 heures (10 à 100%)            |
| sur une borne 11 kW (AC)                  |                                 |
| sur une borne rapide 100 kW (DC)          | 1 heures 25 minutes (10 à 100%) |
| Puissance de recharge                     |                                 |
| en courant alternatif monophasé (AC) (kW) | 7,4                             |
| en courant alternatif triphasé (AC) (kW)  | 11                              |
| en courant continu (DC) (kW)              | 22 ou 80                        |

## Équipements

### Renault
Le Kangoo III peut disposer d'une galerie intérieure escamotable nommée Easy Inside Rack, permettant de transporter des objets longs jusqu'au-dessus du passager.
Le Kangoo Van est équipé de radar de recul ou et de feux et essuies-glaces automatiques.
En option, le Kangoo van est équipé d'un rétroviseur intérieur de type caméra de recul.

### Nissan
La finition Acenta propose les équipements principaux suivants : climatisation manuelle, régulateur-limiteur de vitesse, un radar de recul, l'allumage automatique des feux — à LED — et le capteur de pluie, le réglage hauteur du siège conducteur ou encore des vitres avant électriques.
La finition N-Connecta ajoute l'air conditionné régulé bi-zone, un écran tactile 8", la compatibilité Car Play et Android Auto, une caméra de recul, des feux antibrouillard à LED, les rétroviseurs extérieurs électriques et rabattables automatiquement, les vitres arrière électriques, une boîte à gants tiroir, le système d'ouverture et de démarrage sans clé Nissan Intelligent Key, une console centrale de rangement avec accoudoir entre les sièges avant, et pour les passagers arrière, des tablettes aviation et poches aumônières au dos des sièges avant.
La finition Tekna ajoute les jantes alliage 16", du système de navigation NissanConnect, du système Nissan AVM — vision intelligente à 360° à quatre caméras —, d'une alerte dépassement de limite de vitesse, du stationnement mains-libres intelligent, d'un chargeur à induction, de barres de toit modulable, et de sièges avant chauffants.

#### Options en pack
Pack driver assist (sur Acenta uniquement) : caméra de recul et radars avant, arrière, flancs.
Pack driver assist + (sur N-Connecta uniquement) : Nissan AVM — vision intelligente à 360° — et stationnement mains-libres intelligent.
Pack design (sur N-Connecta uniquement) : barres de toit modulables, vitres et lunette arrière surteintées, jantes alliage 16".

## Concept cars

### Renault Frendzy
Le Kangoo Van s'inspire du concept car Renault Frendzy présenté au salon de l'automobile de Francfort 2011 en reprenant le principe de porte arrière coulissante sans montant central.

Renault Frendzy
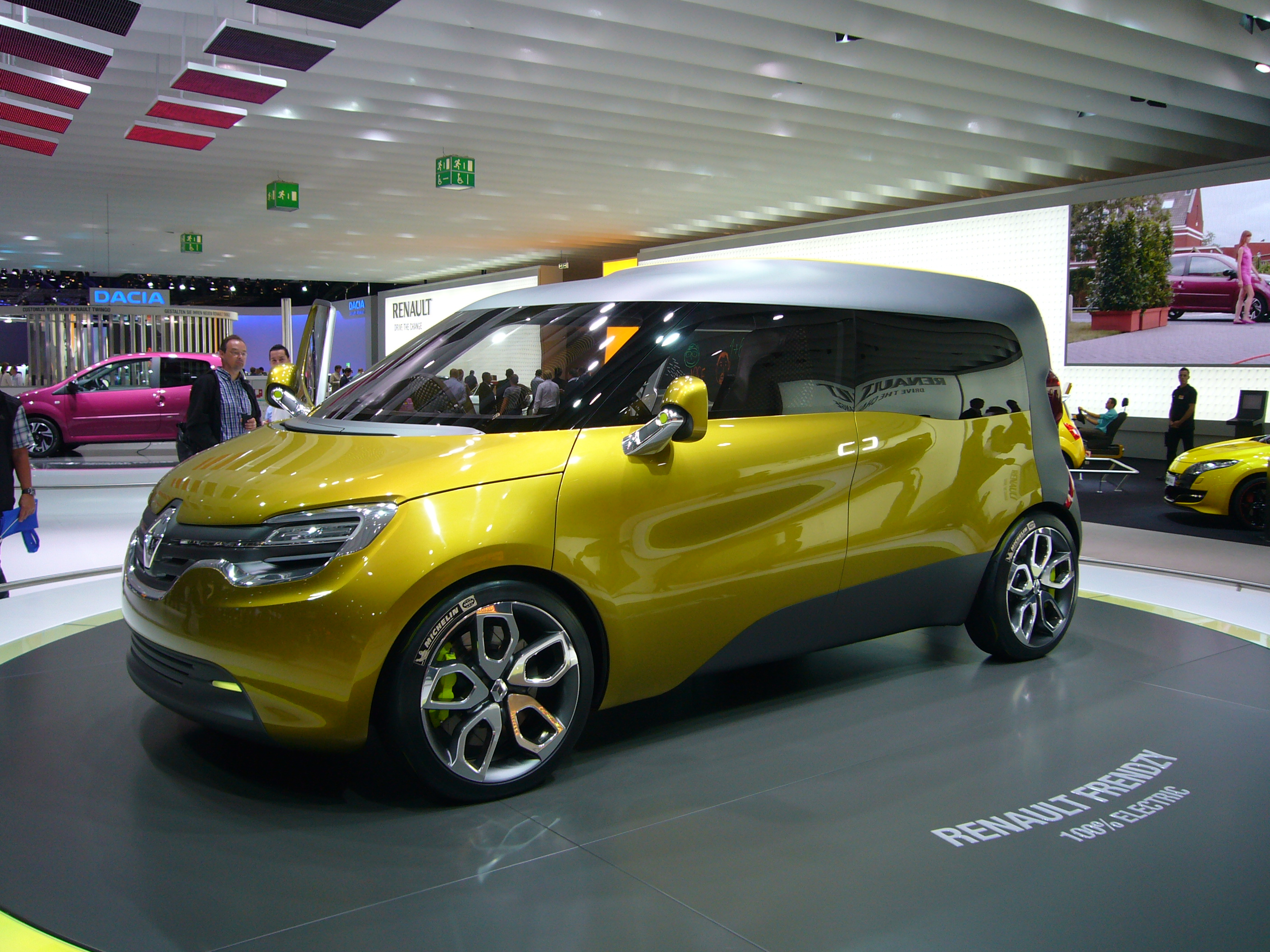
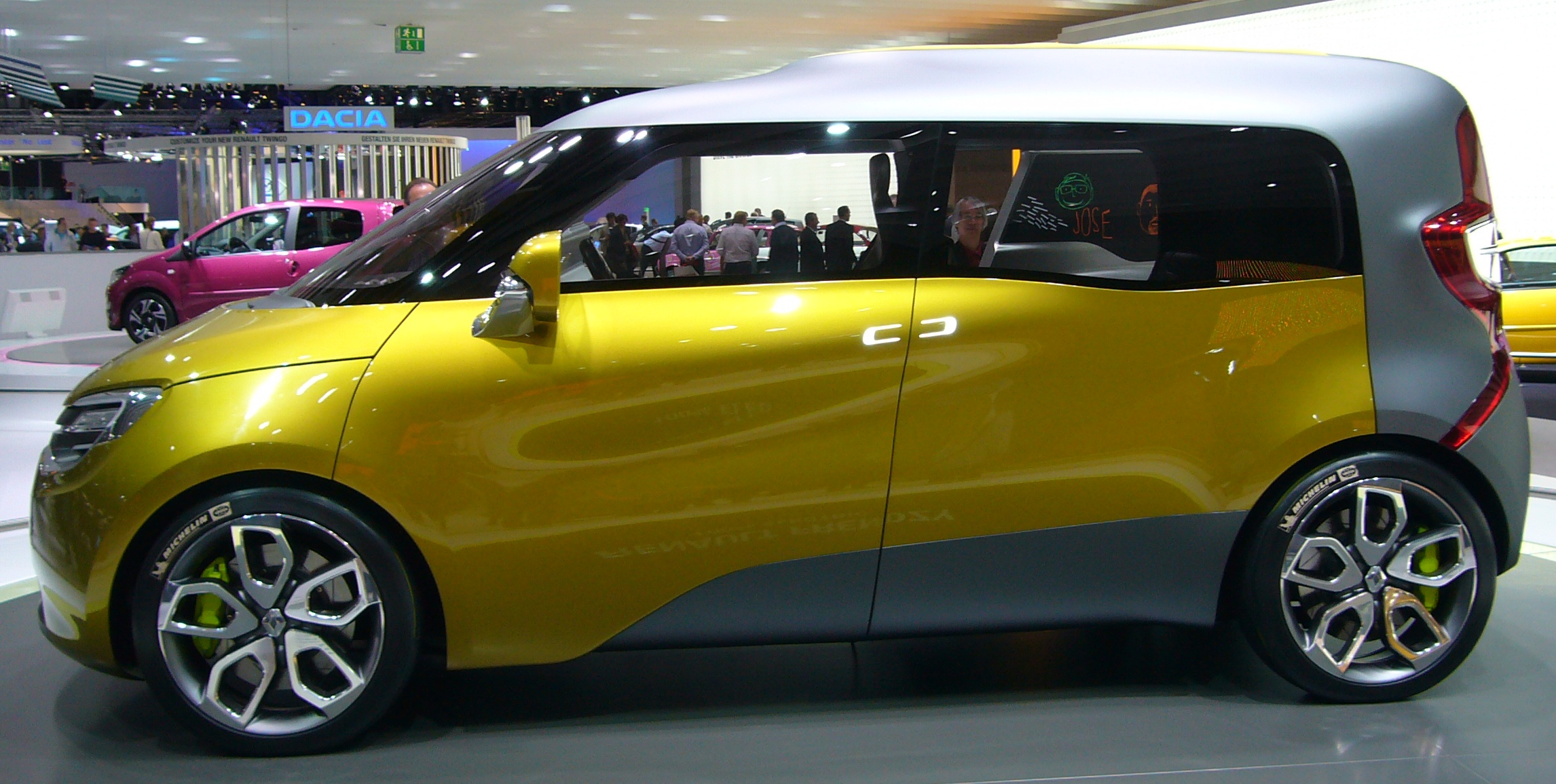
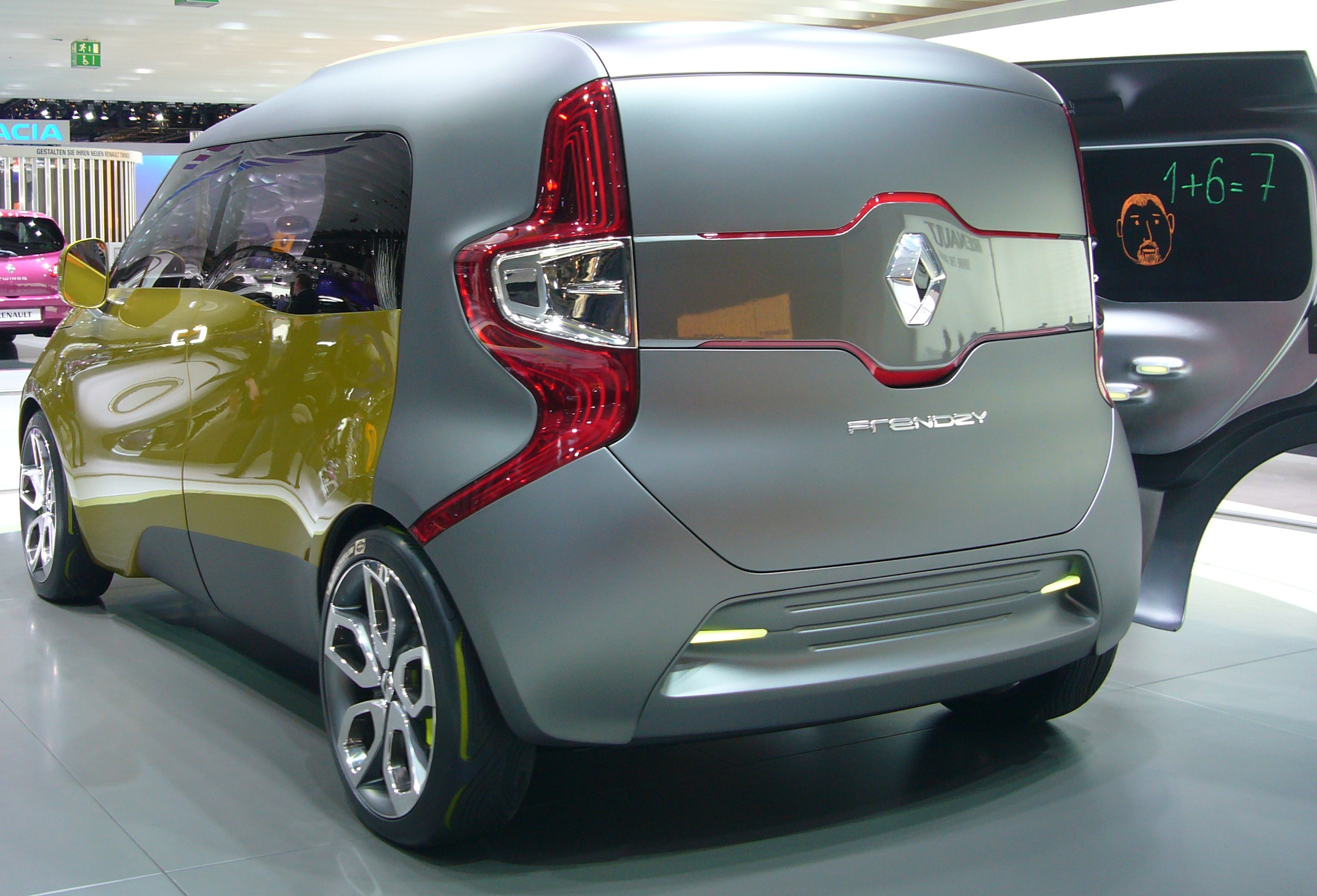

### Renault Kangoo ZE
La troisième génération de Renault Kangoo est préfigurée à 80 % par le Renault Kangoo ZE concept présenté le 23 avril 2019. Le Kangoo ZE est un véhicule électrique et, comme le futur Kangoo, il est dénué de montant central pour faciliter l'accès à bord.

### Renault Kangoo Hippie Caviar Motel Concept

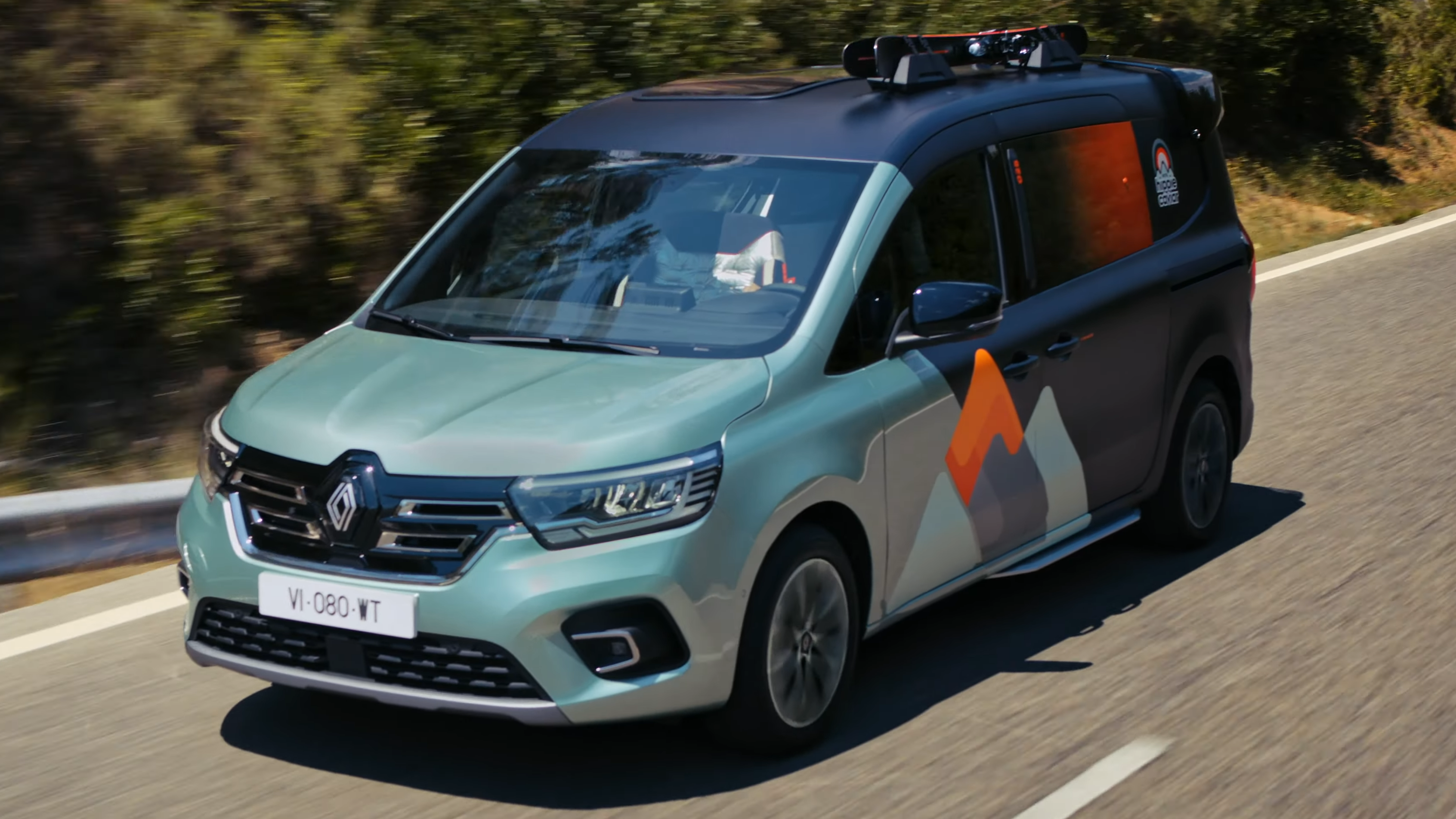
Renault Kangoo Hippie Caviar Motel Concept.

En août 2022, Renault présente l'extérieur d'un show car de van aménagé sur base de Renault Kangoo électrique appelée Renault Kangoo Hippie Caviar Motel. Il est présenté le mois suivant en première mondiale au salon de l'utilitaire de Hanovre.

## Ventes
| Année | Production Renault | Production Mercedes | Production Nissan |
| ----- | ------------------ | ------------------- | ----------------- |
| 2021  | 90 241             | ?                   | ?                 |
| 2022  | 58 028             | 16 004              | ?                 |
| 2023  | 109 760            | 25 753              | 11 626            |